# Bierkowice (przystanek kolejowy)
Bierkowice – przystanek kolejowy w Bierkowicach, na 4,732 kilometrze linii kolejowej nr 286 Kłodzko – Wałbrzych  w powiecie kłodzkim.
Od 13 grudnia 2020 przystanek na żądanie.

## Ruch pasażerski

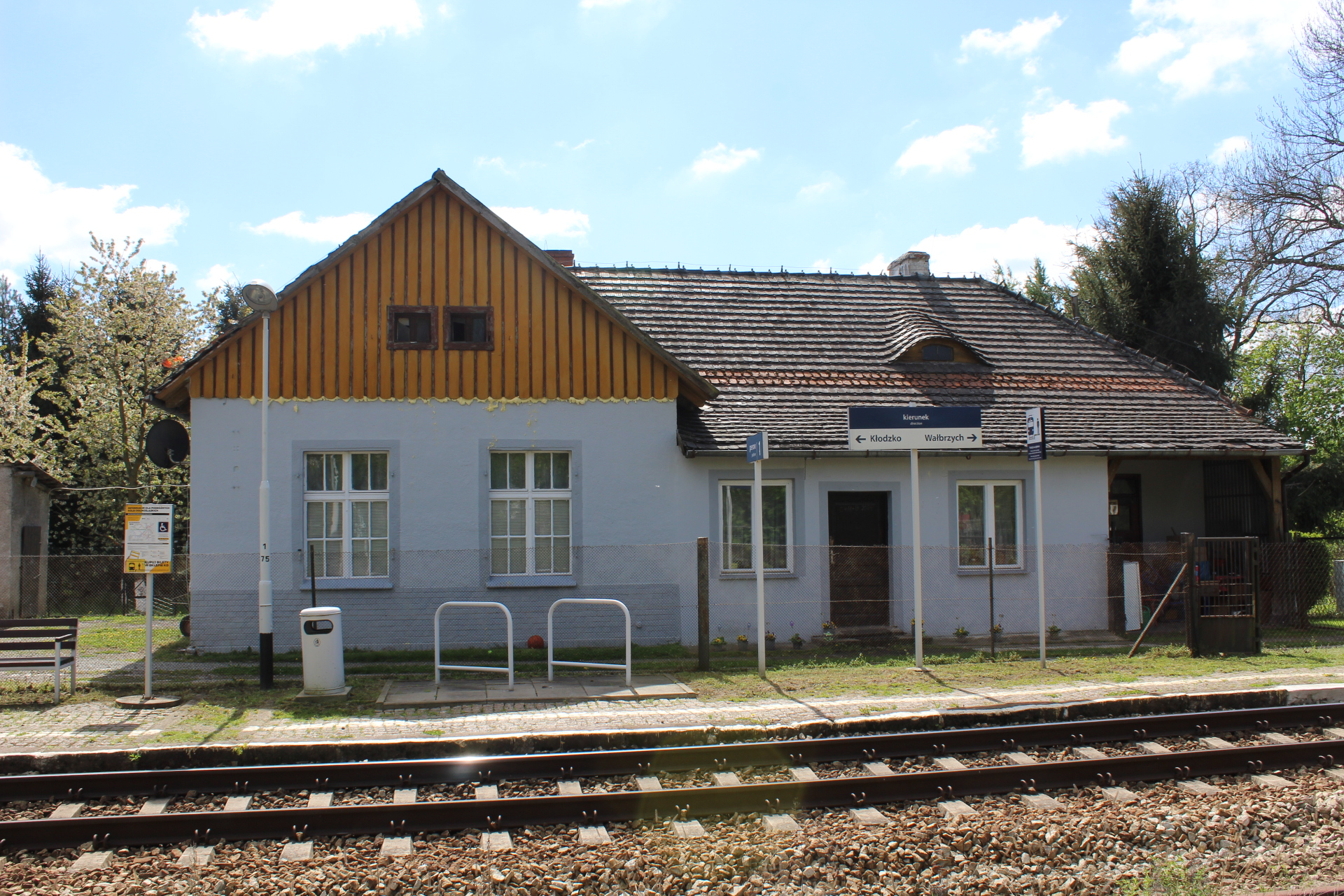
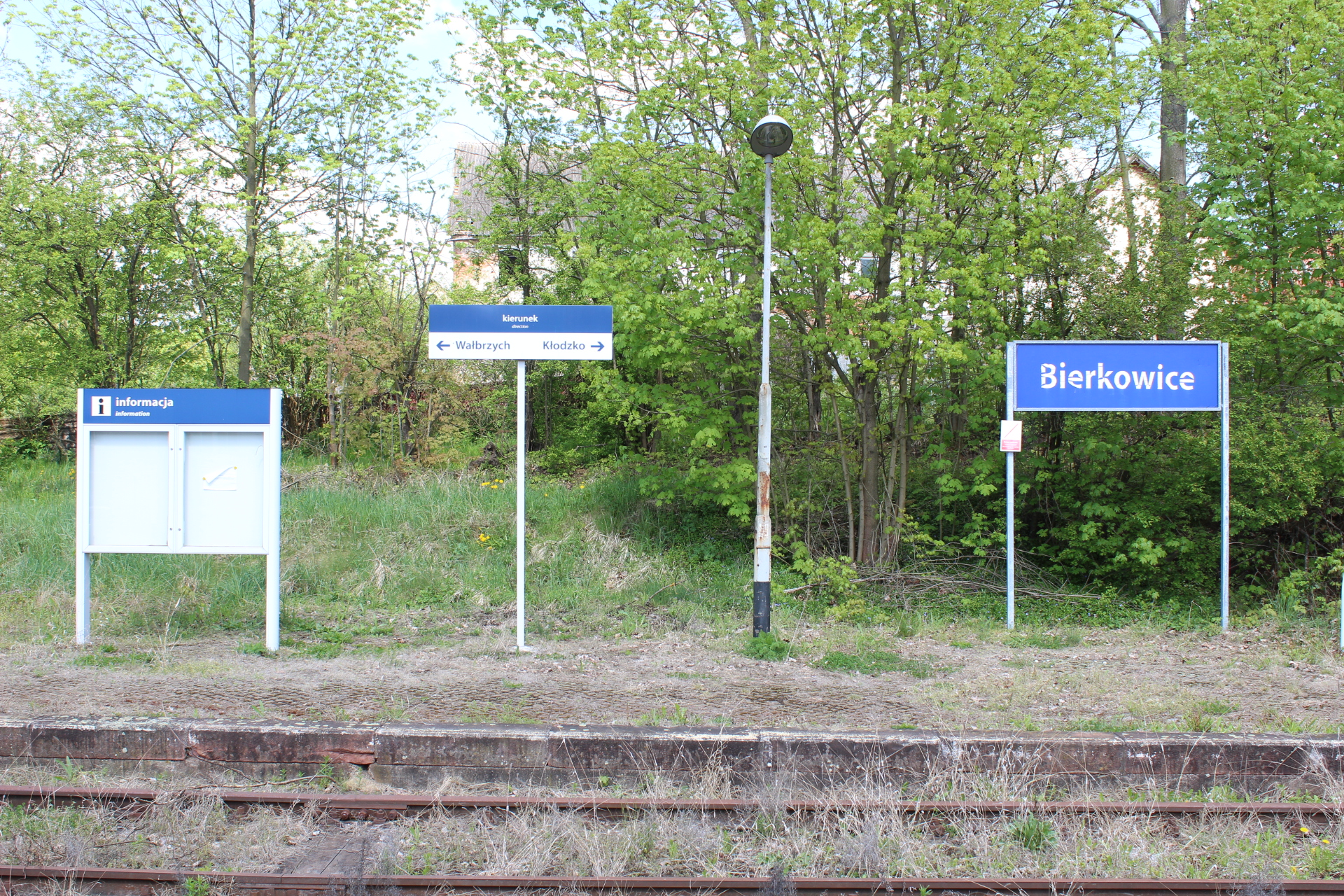

| Rok  | Wymiana pasażerska na dobę |
| ---- | -------------------------- |
| 2017 | 0-9                        |
| 2022 | 0-9                        |